# Фредерик VI
Фредерик VI (дат. Frederik 6.; 28 января 1768[…], Кристиансборг, Копенгаген — 3 декабря 1839[…], Амалиенборг, Копенгаген) — принц-регент Дании и Норвегии в 1784—1808 годах, король Дании и Норвегии в 1808—1814 годах, король Дании с 1814 года, из династии Ольденбургов. Сын Кристиана VII и его двоюродной сестры Каролины Матильды, по матери племянник британского короля Георга III. Представитель так называемого просвещённого абсолютизма.

## Биография
По достижении 16-летнего возраста назначен регентом при душевнобольном отце. Фредерик провёл ряд реформ в Дании: в 1788—1800 годах отменил крепостное право, нормировал барщину (сохранялась до 1848 года), лишил помещиков права назначать судей, отменил рабство в вест-индских колониях (в 1792 году). В союзе с Россией вёл в 1788—1790 годах безрезультатную войну против Швеции.
После бомбардировки Копенгагена англичанами Фредерик на стороне Франции участвовал в наполеоновских войнах, окончившихся для Дании военным поражением, полным разорением (в 1813 году было объявлено государственное банкротство) и потерей Норвегии (расторжение Датско-норвежской унии), острова Гельголанд и других территорий. Под давлением оппозиции в первой половине 1830-х годов согласился на созыв провинциальных сословных собраний с совещательными функциями.

## Дети
- Кристиан (22—23 сентября 1791)
- Мария Луиза (19 ноября 1792 — 12 октября 1793)
- Каролина (28 октября 1793 — 31 марта 1881)
- Луиза (21 августа—7 декабря 1795)
- Кристиан (1—5 сентября 1797)
- Юлиана Луиза (12—23 февраля 1802)
- Фредерика Мария (3 июня—14 июля 1805)
- Вильгельмина Мария (18 января 1808 — 30 мая 1891)

## Память
- В фильме «Королевский роман» (2012 г.) молодого кронпринца Фредерика сыграл Уильям Йонк Нильсен[дат.].
- В 1824 году в честь Фредерика VI была названа моравская миссия в Гренландии — Фредериксдаль (рус. Долина Фредерика), нынешнее название — Нарсак-Куяллек.